# Holochlora longiloba
Holochlora longiloba är en insektsart som beskrevs av Sigfrid Ingrisch och Shishodia 2000. Holochlora longiloba ingår i släktet Holochlora och familjen vårtbitare. Inga underarter finns listade i Catalogue of Life.